# Музеї Антона Макаренка
У статті наведено перелік музеїв, присвячених українському радянському педагогу й письменнику Антону Семеновичу Макаренку.
| Країна  | Назва                                                                                   | Розташування                                                            | Фото | Короткі відомості |
| Україна | Музей А. С. Макаренка                                                                   | Сумська область, м. Білопілля, вул. Шевченка, 27                        |      | Музей в рідному місті педагога відкрито 25 жовтня 1969 року. |
| Україна | Державний музей-заповідник А. С. Макаренка                                              | Полтавська область, Полтавський район, с. Ковалівка, вул. Макаренка, 1  |      | Музей у селі, де з 1921 по 1926 рік розміщувалась дитяча трудова колонія імені Максима Горького, якою керував А. С. Макаренко, було відкрито 25 лютого 1988 року до 100-річчя від дня народження педагога. |
| Україна | Педагогічно-меморіальний музей Антона Семеновича Макаренка                              | Полтавська область, м. Кременчук, вул. Макаренка, 44                    |      | Перший музей педагога був відкритий 8 липня 1951 року в батьківському будинку, де Антон Макаренко мешкав у 1905—1911, 1917—1919 роках.                                                                     |
| Україна | Центр-музей Антона Макаренка при виправній колонії для неповнолітніх імені А. Макаренка | Харківська область, Дергачівський район, с. Подвірки, вул. Макаренка, 1 |      | Музей у селі, де у 1926—1928 роках розміщувалась дитяча колонія імені Максима Горького на чолі з Антоном Макаренком, був відкритий до 100-річчя з дня народження педагога 13 березня 1988 року.            |
| Росія   | Педагогічний музей А. С. Макаренка                                                      | Москва, вул. Поклонна, 16                                               |      | Заснований на громадських засадах вихованцями А. С. Макаренка та московськими педагогами у 1983 році. |

Музеї у навчальних закладах:
- Шкільний музей ім. А. С. Макаренка у Харківській загальноосвітній школі I—III ступенів № 100 ім. А. С. Макаренка. Музей був відкритий 13 березня 1987 року.[13]
- Педагогічно-меморіальний музей А. С. Макаренка Долинської загальноосвітньої школи № 2 Кіровоградської області. У 1963 році була відкрита невеличка експозиція, присвячена 75-тій річниці від дня народження А. С. Макаренка в одній із класних кімнат. У січні 1978 року відкрили музей на першому поверсі основного приміщення школи (в трьох класах та рекреації).[14]
- Кімната-музей А. С. Макаренка Полтавського національного педагогічного університету імені В. Г. Короленка.[15][16]